# Planetella caricis
Planetella caricis är en tvåvingeart som först beskrevs av Ewald Rübsaamen 1911.  Planetella caricis ingår i släktet Planetella och familjen gallmyggor. Inga underarter finns listade i Catalogue of Life.